# Francis Leavenworth
Francis Preserved Leavenworth (n. 3 septembrie 1858, Mount Vernon⁠(d), Indiana, SUA – d. 12 noiembrie 1928, Saint Paul, Minnesota, SUA), cunoscut și ca Frank Leavenworth a fost un astronom american. A descoperit multe obiecte NGC împreună cu Frank Muller și Ormond Stone. Aceștia au folosit un telescop cu o apertură de circa 66 cm.
A devenit membru al Societății Astronomice Camden (Camden Astronomical Society) imediat după fondarea acesteia în anul 1888.
În anul 1909 s-a alăturat Societății pentru Astronomie Practică a lui Frederick Charles Leonard (Frederick C. Leonard's Society for Practical Astronomy).

## Legături externe
- Steinicke, Wolfgang. „Francis Preserved Leavanworth, Photos and Objects found”. Arhivat din original la 25 iunie 2016. Accesat în 25 iunie 2016.
- Publications by F. P. Leavenworth in the Astrophysics Data System